# 1503
1503 (MDIII) a fost un an comun al calendarului iulian, care a început într-o zi de duminică.

## Evenimente
- 13 februarie: Provocarea de la Barletta, Italia.

## Arte, științe, literatură și filozofie
- Pictorul Leonardo Da Vinci a început celebra pictură, Gioconda (Mona Lisa).

## Nașteri
- 10 martie: Ferdinand I, Împărat al Sfântului Imperiu Roman (d. 1564)
- 22 martie: Antonio Francesco Grazzini, scriitor italian (d. 1584)
- 18 aprilie: regele Henric al II-lea de Navara (d. 1555)
- 12 august: regele Christian al III-lea al Danemarcei și Norvegiei (d. 1559)
- 17 noiembrie: Agnolo Bronzino, pictor italian (d. 1572)
- 14 decembrie: Nostradamus (n. Michael Do Santo Do Silva), astrolog și medic francez cunoscut pentru profețiile sale (Centuries), (d. 1566)

## Decese
- 11 februarie: Elisabeta de York, 37 ani, soția regelui Henric al VII-lea al Angliei (n. 1466)
- 18 august: Papa Alexandru al VI-lea (n. Rodrigo Borgia), 72 ani (n. 1431)